# La Pléiade
De Pléiade (Frans: La Pléiade, afgeleid van het Griekse Πλειάς) was in de 16e eeuw de naam van zeven jonge Franse renaissancedichters die zich samen tot doel hadden gesteld de poëzie uit de klassieke oudheid nieuw leven in te blazen en zo mogelijk te verbeteren. De voornaamste leden waren Pierre de Ronsard en Joachim du Bellay. De andere leden waren: Jacques Pelletier du Mans (na zijn dood vervangen door Jean Dorat), Rémy Belleau, Jean-Antoine de Baïf, Pontus de Tyard en Étienne Jodelle.
De naam Pléiade was afgeleid van een gelijknamige groep van eveneens zeven dichters in Alexandrië in de 3e eeuw v.Chr.. De naam zelf was oorspronkelijk een verwijzing naar het zevengesternte.   
Het werk van de Pléiadedichters kenmerkt zich vooral doordat het taalgebruik niet langer zo elegant mogelijk moest zijn, maar in de eerste plaats tot doel had de boodschap van het humanisme uit te dragen. De Pléiadedichters doorbraken hiermee het patroon van onder meer Clément Marot en de Grands Rhétoriqueurs. De genres die zij beoefenden waren vooral de alexandrijn, het sonnet en de oden. Als voorbeeld namen de Pléiadedichters onder anderen Pindarus, Anacreon en Alcaeus uit de Anthologia Palatina, en daarnaast Vergilius, Horatius en Ovidius. 